# Chris Graham
Clifford John «Chris» Graham (18 de marzo de 1900-24 de marzo de 1986) fue un boxeador canadiense. Obtuvo una medalla de plata en la categoría de peso gallo durante los Juegos Olímpicos de Amberes 1920. También participó en los Juegos Olímpicos de París de 1924, siendo eliminado en la segunda ronda eliminatoria. 